# Francesco Vendramin (politico)
Francesco Vendramin (Venezia, 5 luglio 1751 – 1818) è stato un politico e diplomatico italiano, membro della famiglia Vendramin ricoprì vari incarichi nel governo della Repubblica di Venezia, fu undici volte Savio di Terraferma e bailo a Costantinopoli tra il 1796 e il 1797.

## Biografia
Nacque a Venezia il 5 luglio 1751 presso il palazzo di famiglia ai Carmini in parrocchia di Santa Maria del Carmelo, figlio di Pietro e di Fiorenza Ravagnan.  Il 24 settembre 1771 sposò la signorina Alba Corner della Cà Granda, con un matrimonio celebrato a San Giorgio Maggiore. Nacquero due figlie, Fiorenza, che si suicidò venticinquenne dopo un disastroso matrimonio, e Maria, che ebbe una numerosa prole.
La sua carriera politica iniziò all'età di venticinque anni, con l'elezione a Savio agli ordini, il primo incarico per i giovani che volevano fare carriera politica. Tra il 1783 e il 1791 fu alternativamente eletto tra i Cinque Savi di Terraferma e il Savio Cassier; quindi fu per tre volte tra i Sei Savi del Collegio e tra i Tre inquisitori sopra l'amministrazione dei pubblici ruoli e alle cose del Levante, Dalmazia e Albania. Fu comunque eletto per undici volte tra i Savi di Terraferma, magistratura incaricata di sovrintendere ai domini di terraferma e all'esercito della Repubblica di Venezia, dove si distinse per le acute analisi sulla decadenza militare, e sui possibili rimedi per adeguare l'esercito ai tempi correnti.
Il 14 settembre 1794, poco più che quarantenne, il Senato della Repubblica lo nominò bailo a Costantinopoli, allora capitale dell'Impero ottomano, in sostituzione di Ferigo Todero Foscari. Il 22 aprile 1796, diciotto mesi dopo la nomina, si imbarcò sulla fregata pesante Fama, ma il viaggio iniziò il 19 maggio e fu molto tormentato. Arrivata a Corfù la Fama venne richiamata in Patria, ed egli proseguì il viaggio per la Capitale su una nave mercantile che gettò l'ancora sotto il Corno d'Oro l'11 novembre.  Dal 22 aprile 1796 al 25 novembre 1797 scrisse in tutto 55 dispacci, di cui l'ultimo indirizzato al Doge porta la data del 10 giugno, e il primo indirizzato alla Municipalità Provvisoria il 20 dello stesso mese.
Il 12 marzo avvenne a Smirne un increscioso incidente, quando un greco, suddito veneto di Cefalonia, ma nell'elenco dei protetti dalla corte dello Zar, uccise un giannizzero e i suoi compagni, non riuscendo a catturare il colpevole, diedero fuoco al quartiere europeo, saccheggiando le case e i magazzini e non rispettando nemmeno i privilegi diplomatici assalendo, oltre alle abitazioni civili, anche le sedi consolari, tanto che la popolazione poté trovare riparo solo a bordo delle navi all'ancora in porto.  Le proteste della popolazione, che incolpavano i sudditi veneti, e ai loro rappresentanti consolari e diplomatici, di ogni colpa vennero accolte dal Gran visir e dal Sultano, che rimisero in discussione le capitolazioni, arrivando a decidere per l’espulsione dei greci di Zante, Cefalonia e Corfù, nonostante il loro status di sudditi veneti.
Mentre attendeva l'accredito delle credenziali presso la corte del Sultano, avvenne la caduta della Repubblica di Venezia (12 maggio 1797) e la sostituzione del governo del Doge con una Municipalità Provvisoria presieduta da Nicolò Corner. Egli fu favorevole al cambiamento di poteri, in quanto sperava in un profondo rinnovamento dello Stato, e per festeggiare la cosa organizzò una pubblica manifestazione a Palazzo Venezia, cui partecipò anche l'ambasciatore francese Jean-Baptiste Aubert du Bayet.  In seguito alla cessazione dell'afflusso di denaro da Venezia dovette ristrutturare la composizione dell'ambasciata, riducendo al minimo le spese, e togliendo molti dei privilegi accordati in precedenza. Nonostante egli non fosse mai stato accreditato ufficialmente, il Governo della Sublime porta continuò a considerarlo l'ambasciatore della Repubblica, consentendogli di rimanere a Palazzo Venezia.
Sua moglie, che contrariamente alle leggi della Repubblica, lo aveva raggiunto a Costantinopoli si imbarcò per Venezia il 30 agosto 1797, assieme al precedente bailo Foscari, e approdò al lazzaretto il 6 ottobre, mentre egli rimase in città. Il 17 ottobre, con la firma del trattato di Campoformido la Municipalità Provvisoria cesso di esistere, lo Stato de Terra fu assegnato all'Impero austriaco mentre i domini dello Stato da Mar alla Francia.  Con il trasferimento all'Austria dei territori della Repubblica l'internunzio, barone Herbert Rathkeal, ebbe la meglio sulle pretese francesi di impossessarsi di Palazzo Venezia, mentre le relazioni ranco-ottomane si deterioravano fino all’internamento dell'incaricato d’affari francese Ruffin e di altri membri di quell'ambasciata nel castello di Yedikule dal 2 settembre 1798 al 26 agosto 1801. Nel frattempo Rathkeal lo aveva trattenuto a Costantinopoli come custode dell'ex ambasciata veneta, proprio per evitare che se ne impossessassero i francesi che abitavano nel plesso attiguo. Rimase dunque a Costantinopoli fino al 18 luglio 1798, mentre Rathkeal si trasferì nella nuova sede subito dopo il grande incendio di Pera del 13 marzo 1799, che distrusse la sua residenza ufficiale.
Di Vendramin non abbiamo molte notizie dopo il suo rientro da Costantinopoli. Con lettera del 14 febbraio 1816 chiese all'Imperiale e regia Commissione araldica di Milano la conferma del titolo baronale, già conferitogli dal Regno d'Italia, mentre il 30 aprile dell'anno successivo chiese la conferma dell'antica nobiltà veneta e, poiché i due titoli non erano cumulabili, optò per quello di famiglia. Morì nel 1818.

### Annotazioni
1. ↑  Attualmente e la sede della presidenza e degli uffici del Dipartimento di Studi sull'Asia e dell'Africa Mediterranea dellUniversità Cà Foscari.
2. ↑  Secondo alcune voci dell'epoca i due, entrambi di spirito liberale, avevano trasformato l'ambasciata in un ritrovo di giacobini.

### Fonti
1. 1 2 3 4 5  Pedani, Fabris 2019, p. 13.
2. 1 2 3 4  Pedani, Fabris 2019, p. 14.
3. 1 2 3  Pedani, Fabris 2016, p. 53.
4. 1 2 3  Pedani, Fabris 2019, p. 15.
5. 1 2 3 4  Pedani, Fabris 2016, p. 54.
6. 1 2  Pedani, Fabris 2019, p. 16.
7. ↑  Rapporto d’una festa civica celebrata in Costantinopoli da Francesi e Veneziani riuniti, per la felice rigenerazione di Venezia, scritto in francese e tradotto in italiano dalla cittadina Annetta Vadori, e della medesima presentato alla Società di publica istruzione la quale ne ha ordinato la stampa per acclamazione, Venezia, dalle stampe del cittadino Giovanni Zatta, 1797.
8. ↑  Pedani, Fabris 2019, p. 17.
9. ↑  Pedani, Fabris 2016, p. 55.
10. 1 2 3  Pedani, Fabris 2016, p. 58.